# Julien-François Douillard
Julien-François Douillard, né le 20 mars 1757 et mort le 10 mai 1833 à Nantes, est un architecte et un homme politique français,  maire de Nantes de 1797 à 1798.
Ses deux fils Louis-Prudent et Constant furent également des architectes renommés.

## Biographie

### Origines, famille, débuts
Il est le fils de Julien Douillard, architecte, et d’Anne Maillet, fille de l’architecte Pierre Maillet.
Le 9 juillet 1782, il épouse Marie-Claire Dechaillé (1755-1826). Ils ont 6 enfants, dont trois vivront adultes : Marie-Anne  (1783-1864) ; Pierre Marcellin (né en 1785) ; Anne-Sophie (née en 1786) ; Julien Alexis (1788-1791) ; Louis-Prudent (1790-1869) ; Constant (1795-1878).
Ils habitent dans la paroisse Saint-Similien, place de Bretagne.
Lui-même fait ses débuts professionnels comme architecte. En 1791-93, il participe avec Jean-François Ogée à la construction d'une raffinerie de sucre pour le compte des frères Lavallée (quartier du boulevard de Launay).

### La Révolution
En 1790, il est indiqué qu’il est « volontaire des gardes nationaux de cette ville ». Le parrain de l’enfant est Jean-Jacques Dechaillé, « capitaine de marine, volontaire dans l’artillerie nationale de cette ville ».
En 1795, il ne déclare pas lui-même le nouveau-né Constant, car il est « absent depuis huit jours pour affaire concernant cette commune ».
Le 19 novembre 1795, il fait partie du Bureau d'administration municipale, qui élit président Gilbert Beaufranchet. En revanche, il n'est pas membre des administrateurs du nouveau mandat de Christophe-Clair Danyel de Kervégan, élus en floréal an V et installés le 15 (4 mai 1797).

### Maire de Nantes
Le 12 septembre 1797, compte tenu du faible nombre de votants aux élections, le directoire du département désigne les officiers municipaux de Nantes : Pierre Aubert-Jollin, Jacques Chevy, Julien-François Douillard, Louis-Marie Saget, Pierre-Toussaint Tessier. Le 27, ils prêtent le serment de « haine de la royauté et de l’anarchie ». Puis ils élisent Julien-François Douillard président et Jacques Chevy officier public. Le  22 septembre 1797, la nouvelle administration commence son mandat.
En floréal an VI (avril-mai 1798), des élections ont lieu ; l’administration précédente est reconduite avec quelques changements et Julien-François Douillard est de nouveau président (4 mai 1798).
Quelques mois plus tard, devenant administrateur du département, il quitte ses fonctions municipales (5 frimaire an VII, 25 novembre 1798), laissant la place de président à Louis-Marie Saget.

### Carrière ultérieure
Le 17 avril 1799, il est élu membre du Conseil des Cinq-Cents par 124 voix sur 175. Ce mandat cesse avec la dissolution de cette assemblée le 16 décembre 1799, à la suite du coup d'État du 18 Brumaire, qu’il a soutenu.
Cela lui permet de devenir conseiller de préfecture (3 avril 1800) dans le cadre de l’administration napoléonienne. Il abandonne alors complètement l’architecture. Il reste conseiller de préfecture jusqu’en 1815.
Au début des années 1820, ses fils épousent deux sœurs Crucy, filles de Louis Crucy et nièces de l'architecte Mathurin Crucy : en 1821, a lieu le mariage de Louis-Prudent avec Justine, en 1823, celui de Constant avec Alexandrine-Zita.  
Il meurt en 1833 dans sa demeure (5 rue Mercœur).

## Hommages
- Rue Julien-Douillard à Nantes (quartier Doulon - Bottière)[23].